# Swords de Cincinnati
Les Swords de Cincinnati sont une franchise professionnelle de hockey sur glace de la Ligue américaine de hockey qui a existé de 1971 à 1974.

## Histoire
Les Swords furent créés lorsque les Sabres de Buffalo de la Ligue nationale de hockey décidèrent d'avoir leur propre club-école affilié dans la Ligue américaine de hockey. À l'origine, les Sabres désiraient implanter l'équipe en Floride mais la LAH vota contre et ce fut la ville de Cincinnati qui fut choisie.
Lors de leur première saison, ils se qualifièrent pour les séries éliminatoires, mais après avoir blanchi 4 matchs à 0 les Bears de Hershey, ils durent rendre les armes au 2e tour contre les Clippers de Baltimore 4-2. La saison suivante fut encore meilleure : ils battirent bon nombre de records de la LAH dont ceux du plus grand nombre de points en une saison (113), de victoires (54), de victoires à domicile (32), de victoires à l'extérieur (22), de points à domicile (65) et de points à l'extérieur (48). Ils marquèrent 351 buts au cours de la saison régulière alors que leurs adversaires ne leur en inscrivirent que 206. En séries, après avoir balayé les Robins de Richmond 4-0 puis éliminé les Wings de la Virginie 4-2, ils remportèrent la Coupe Calder en battant les champions en titre, les Voyageurs de la Nouvelle-Écosse. La troisième et dernière saison de la franchise dans la LAH les amena au 1er tour des séries où ils perdirent face aux Bears de Hershey 1-4.
Après la saison 1973-74, les Swords décidèrent de migrer dans l'Association mondiale de hockey et après une année sans hockey, ils y débutèrent en 1975 sous le nom de Stingers de Cincinnati.

## Statistiques
| Saison    | PJ | V  | D  | N  | Pts | BP  | BC  | Classement Final  | Séries éliminatoires                          |
| --------- | -- | -- | -- | -- | --- | --- | --- | ----------------- | --------------------------------------------- |
| 1971-1972 | 76 | 30 | 28 | 18 | 78  | 252 | 258 | 3e division West  | 4-0 Hershey 2-4 Baltimore                     |
| 1972-1973 | 76 | 54 | 17 | 5  | 113 | 351 | 206 | 1er division West | 4-0 Richmond 4-2 Virginie 4-1 Nouvelle-Écosse |
| 1973-1974 | 76 | 40 | 25 | 11 | 91  | 273 | 233 | 3e division South | 1-4 Hershey                                   |

## Entraîneurs
- Joe Crozier (1971-1972)
- Floyd Smith (1971-1974)